# In der Held bei Hüttingen
Koordinaten: 49° 58′ 12″ N, 6° 35′ 11″ O

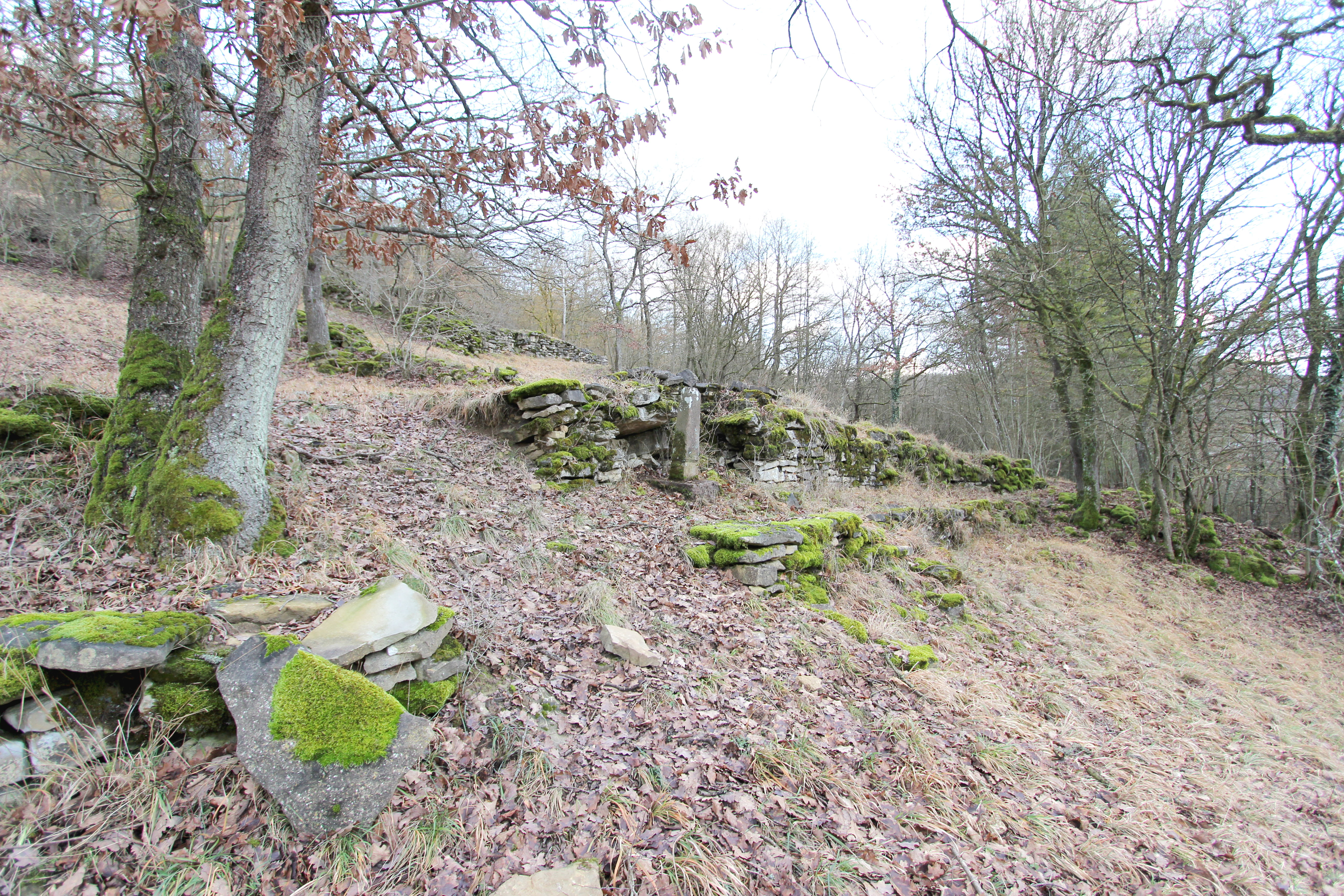
Naturschutzgebiet In der Held bei Hüttingen (Dezember 2017)

Das Naturschutzgebiet In der Held bei Hüttingen liegt im Eifelkreis Bitburg-Prüm in Rheinland-Pfalz.
Das etwa 10,5 ha große Gebiet, das im Jahr 1995 unter Naturschutz gestellt wurde, erstreckt sich nördlich der Ortsgemeinde Hüttingen an der Kyll. Direkt am nördlichen Rand des Gebietes verläuft die B 90, unweit westlich und südwestlich fließt die Kyll, unweit südöstlich und östlich fließt der Katzengraben.
Schutzzweck ist die Erhaltung und Entwicklung der Halbtrockenrasen, Glatthaferwiesen und sekundären Felsökosysteme mit angrenzenden Gebüschformationen als Lebensräume zahlreicher wärmeliebender, in ihrem Bestand äußerst gefährdeter Tier- und Pflanzenarten und deren Lebensgemeinschaften.